# アルビオン (小惑星)
アルビオン (15760 Albion) は、冥王星以後に発見された最初の太陽系外縁天体である。それ自身の仮符号に因んで名付けられたキュビワノ族（キュービーワン + o）に属する。
1992年、ハワイのマウナケア天文台群でデビッド・C・ジューイットとジェーン・ルーにより発見された。
発見者は当初名称として「スマイリー (Smiley)」を提案していたが、既に小惑星番号1613番が天文学者に因んで同じ名前を付けられていたため、発見から約26年間「小惑星15760番」、又は単に「QB1」と呼ばれていた。この間、他の太陽系外縁天体が次々と発見されて命名が続き、2018年1月31日、ウィリアム・ブレイクの叙事詩「ミルトン」に登場する世界「アルビオン」にちなんで名付けられた。